# François Laverne
Christophe Jacques François Laverne (ur. 23 maja 1907 w Paryżu, zm. 28 grudnia 1988 w Boulogne-Billancourt) – francuski żeglarz, olimpijczyk.
Na regatach rozegranych podczas Letnich Igrzysk Olimpijskich 1948 wystąpił w klasie 6 metrów zajmując 11. pozycję. Załogę jachtu LaBandera tworzyli również Claude Desouches, Roger Lacarrière, Jean Castel i Albert Cadot.